# تفاوت‌های جنسیتی در هوش
تفاوت‌های جنسی در هوش (انگلیسی: Sex differences in intelligence) تفاوت‌های جنسی در هوش انسان از دیرباز موضوع بحث بین محققان بوده‌است. اکنون مشخص شده‌است که هیچ تفاوت جنسی قابل توجهی در هوش عمومی زن و مرد وجود ندارد؛ اگرچه، زیرگروه‌های خاص هوش بین جنس‌ها تا حدودی متفاوت است.